# Station Białystok Starosielce
Station Białystok Starosielce is een spoorwegstation in de Poolse plaats Białystok.